# Rio Ciorani
O Rio Ciorani é um rio da Romênia, afluente do Odorojniţa, localizado no distrito de Hunedoara.